# Johann Adam Breysig
Johann Adam Breysig (né le 1er avril 1766 à Leutesdorf, mort le 29 août 1831 à Dantzig) est un architecte et peintre prussien.

## Biographie
Breysig est formé par Peter Beckenkamp, un décorateur de théâtre à Coblence et voyage ensuite avec une compagnie de théâtre. En 1791, il devient maître d'œuvre et décorateur pour le théâtre de Bernbourg puis en 1796 commissaire pour les constructions pour le prince Alexis-Frédéric-Christian d'Anhalt-Bernbourg à Ballenstedt. Frédéric-Guillaume III de Prusse le nomme comme l'un des premiers professeurs de la nouvelle école de Magdebourg (de) en 1799. En 1804, il ouvre l'école des beaux-arts de Dantzig dont il sera professeur de 1809 à 1831 ; Johann Karl Schultz sera son successeur.
La création du panorama est attribuée selon les brevets à l'Irlandais Robert Barker en 1787. Cependant Breysig affirme en avoir eu l'idée un an auparavant. Néanmoins Breysig trouve un mécène. Les peintres Johann Carl Enslen (de) et son fils Karl Georg Enslen (de), élève de Breysig de 1808 à 1811, font connaître le panorama dans les foires ; le père travaille la technique tandis que le fils applique le style de l'école de Berlin où il étudie en 1815.